# Love Me (Lena-Meyer-Landrut-Lied)
Love Me ist ein Lied der deutschen Sängerin Lena Meyer-Landrut und des deutschen Musikers und Musikproduzenten Stefan Raab. Raab zeichnete für die Produktion und die Musik verantwortlich, während Meyer-Landrut den Text verfasste.
Love Me war eines der drei von Meyer-Landrut im Finale der Castingshow Unser Star für Oslo, dem deutschen Vorentscheid für den Eurovision Song Contest 2010 präsentierten Lieder. Die Zuschauer mussten sich im Finale sowohl zwischen Meyer-Landrut und ihrer Kontrahentin Jennifer Braun als auch für das beim Eurovision Song Contest vorgetragene Lied entscheiden. Hierfür wählten die Zuschauer nicht Love Me, sondern Satellite. Love Me erschien als Teil des Albums My Cassette Player, als Teil der Single-CD Satellite und als Downloadtitel. Es erschien beim Label Rare.
Love Me wurde von Raab und Meyer-Landrut, anders als die beiden anderen Finalsongs Satellite und Bee, eigens für Meyer-Landrut geschrieben.

## Charts und Chartplatzierungen
| ChartsChartplatzierungen | Höchstplatzierung | Wochen |
| ------------------------ | ----------------- | ------ |
| Deutschland (GfK)        | 4 (12 Wo.)        | 12     |
| Österreich (Ö3)          | 28 (8 Wo.)        | 8      |
| Schweiz (IFPI)           | 39 (2 Wo.)        | 2      |